# Słoweńscy Chrześcijańscy Demokraci
Słoweńscy Chrześcijańscy Demokraci (słoweń. Slovenski krščanski demokrati, SKD) – słoweńska chadecka partia polityczna działająca w latach 1989–2000.
Partia powstała w listopadzie 1989 na bazie Słoweńskiego Ruchu Chrześcijańsko-Społecznego, który w marcu tego samego roku założył teolog Peter Kovačič Peršin. Od grudnia 1989 do grudnia 1991 ugrupowanie to wchodziło w skład niepodległościowej koalicji DEMOS. Od 1992 do 1996 popierało rząd, na czele którego stał Janez Drnovšek z LDS. Kolejne cztery lata partia pozostawała w opozycji.
W kwietniu 2000 połączyła się ze Słoweńską Partią Ludową, jednak już w sierpniu tego samego roku część liderów SKD (w tym Lojze Peterle, Andrej Bajuk) powołało nową formację polityczną pod nazwą Nowa Słowenia. Przewodniczącym Słoweńskich Chrześcijańskich Demokratów przez cały okres funkcjonowania partii był Lojze Peterle.

## Wyniki wyborcze
Wybory do Zgromadzenia Narodowego:
- 1990: 13,0% głosów, 11 mandatów
- 1992: 14,5% głosów, 15 mandatów
- 1996: 9,6% głosów, 10 mandatów